# LogP模型
LogP是由大衛·卡勒等人提出的，它使用了L,O,G,P四个参数来描述这个模型。
L (Latency)表示信息从源到目的地所需的时间；
O (Overhead)表示处理器接受或发送一条消息所需额外开销，并且在此期间处理器不能做作任何操作；
G (Gap)表示处理器连续进行两次发送或接收消息之间必须有的时间间隔；
P (Processor)表示处理器的数目。
由上可以看出，LogP模型一方面充分讨论了网络的通信特性，另一方面却放弃了对网络拓扑的讨论。在LogP中没有出现超级步的概念，这是因为LogP中是消息同步的，也就是说，一旦消息到达了处理器我们就可以使用，而不必要等到下一个超级步。

## 参阅
- 并行计算

## 外部連結
- LogP: Towards a Realistic Model of Parallel Computation, PPOPP, May 1993 (David Culler) （页面存档备份，存于）（文件格式 PostScript）